# إبراهيم عامر
إبراهيم عامر باشا (؟ ـ حوالي سنة 1942) هو تاجر مصري سوداني. حصل على رتبة الباشوية في 15 فبراير 1937، وتوفي بالقاهرة حوالي سنة 1942.
قال فيه عباس العقاد قصيدة من ستة وثلاثين بيتًا بمناسبة تكريمه، كان ختامها:
كما مدحه الشاعر الأسواني محمود عبد الله القاضي (1917 ـ 1981) في المناسبة ذاتها بقصيدة تقع في 25 بيتًا، جاء فيها: